# Till Endemann
Till Endemann (* 23. Februar 1976 in Hamburg) ist ein deutscher Filmregisseur, Drehbuchautor, Synchronsprecher sowie Synchronregisseur.

## Leben und Karriere
Endemann studierte von 1997 bis 2002 Filmregie mit dem Schwerpunkt „Dokumentarfilm-Regie“ an der Filmakademie Baden-Württemberg und beendete sein Studium mit einem Diplom. Sein danach entstandener Spielfilm Mondlandung wurde mehrfach ausgezeichnet.
Till Endemann ist der Sohn des Schauspielerpaars Reinhilt Schneider und Gernot Endemann, Bruder des Synchron- und Hörspielsprechers Jannik Endemann und Halbbruder der Sängerin und Schauspielerin Alicia Endemann.
Endemann ist Mitglied im Bundesverband Regie (BVR). Im Oktober 2024 wurde Endemann auch Mitglied der Deutschen Filmakademie.

## Filmografie (Auswahl)
- 2002: Rückkehr in den Dschungel (Dokumentarfilm)
- 2004: Mondlandung
- 2005: Das Lächeln der Tiefseefische
- 2005: Kometen
- 2008: Strafstoß (Kurzfilm)
- 2009: Fröhliche Weihnachten (Kurzfilm)
- 2009: Flug in die Nacht – Das Unglück von Überlingen
- 2010: Vom Ende der Liebe
- 2010: Vater Morgana
- 2011: Carl & Bertha
- 2012: Auslandseinsatz
- 2014: Unter Anklage: Der Fall Harry Wörz
- 2014: Tatort – Zirkuskind
- 2014: Tatort – Eine Frage des Gewissens
- 2016: Das Programm (Fernsehfilm)
- 2016: Der Island-Krimi – Der Tote im Westfjord
- 2016: Der Island-Krimi – Tod der Elfenfrau
- 2017: So auf Erden
- 2018: Wir sind doch Schwestern
- 2019: Im Schatten der Angst
- 2021: Das Versprechen
- 2022: Ein Leben lang
- 2022: Der Tod kommt nach Venedig (Fernsehfilm)
- 2022: Lucy ist jetzt Gangster – Regie, Drehbuch
- 2022: Und dann steht einer auf und öffnet das Fenster (Fernsehfilm)
- 2023: Im Schatten der Angst – Du sollst nicht lügen (Fernsehfilm)
- 2023: Die stillen Mörder (Fernsehfilm)
- 2024: Tatort: Es grünt so grün, wenn Frankfurts Berge blüh’n (Fernsehreihe)

## Synchronrollen (Auswahl)

### Filme
- 2009: Nate Corddry in Die nackte Wahrheit als Josh
- 2009: John Krasinski in Away We Go – Auf nach Irgendwo als Burt Farlander
- 2011: John Krasinski in Fremd Fischen als Ethan
- 2011: Albano Jerónimo in Die Geheimnisse von Lissabon als Graf von Santa Bárbara
- 2011: Bryan Greenberg in Freunde mit gewissen Vorzügen als Parker
- 2013: James Marsden in Der Butler als John F. Kennedy
- 2014: James Marsden in The Loft als Chris Vanowen
- 2016: John Krasinski in Die Hollars – Eine Wahnsinnsfamilie als John Hollar
- 2019: Timothy Olyphant in Once Upon a Time in Hollywood als James Stacy
- 2019: Bill Hader in Es Kapitel 2 als Richie Tozier
- 2021: John Krasinski in A Quiet Place 2 als Lee Abbott
- 2022: John Krasinski in Doctor Strange in the Multiverse of Madness als Reed Richards / Mr. Fantastic

### Serien
- 2008–2012: David Paetkau in Flashpoint – Das Spezialkommando als Sam Braddock
- 2009–2014: Seth Peterson in Burn Notice als Nate Westen
- 2010: Scott Gibson in The Pacific als Capt. Andrew Haldane
- 2010–2012: Scott Foley in Grey’s Anatomy als Henry Burton
- 2013: Bryan Greenberg in How to Make It in America als Ben Epstein
- 2014: Jim Jefferies in Legit als Jim Jefferies
- 2015–2016: Jeff Hephner in Agent X als John Case
- 2015–2016: Miguel Ángel Silvestre in Velvet als Alberto Márquez
- 2017–2023: Shaun Evans in Der junge Inspektor Morse als Endeavour Morse
- seit 2017: Emmanuel Noblet in Art of Crime als Hugo Prieur
- 2018–2021: Marco Rossetti in The Hunter als Leonardo Zaza
- seit 2019: Martin Henderson in Virgin River als Jack Sheridan

## Auszeichnungen
- 2004: Gewinner des Kurzfilmpreis auf dem Internationalen Filmfest Emden-Norderney für Vergissmeinnicht
- 2004: Nominierung für den Max-Ophüls-Preis in der Kategorie für Mondlandung
- 2004: Gewinner des Findlingspreises für Mondlandung
- 2004: Gewinner des Interfilmpreises auf dem Filmfestival Max Ophüls Preis für Mondlandung
- 2005: Nominierung für den Max-Ophüls-Preis für Das Lächeln der Tiefseefische
- 2009: 3. Preis Literaturpreis “Kammweg” des Kulturraumes Erzgebirge-Mittelsachsen für den Roman “Heilige Kühe im Erzgebirge”
- 2009: zusammen mit Don Bohlinger: Drehbuchpreis beim Fernsehfilm-Festival Baden-Baden für ihren Film Flug in die Nacht. Das Unglück von Überlingen (SF/SWR)
- 2010: Bayerischer Fernsehpreis (Sonderpreis)
- 2022: Preis der Kinderjury beim Zurich Film Festival